# Marcia Lewis
Marcia Lewis (Melrose, 8 de agosto de 1938 - rentwood, 21 de dezembro de 2010) foi uma atriz e cantora estadunidense.
Lewis foi indicada duas vezes para o Tony Award na categoria de Melhor Atriz em Musical, por Chicago e Grease, e duas vezes para o Drama Desk Award na categoria de Melhor Atriz em Musical, por Chicago e Rags.
Nos últimos anos de vida morava em Brentwood, Tennessee. Morreu de câncer em 21 de dezembro em 2010.